# Союкбулак (Кельбаджарский район)
Союгбулаг (азерб. Soyuqbulaq) — село в  Кельбаджарском районе Азербайджана. Расположено к югу от города Кельбаджар.

## История
В годы Российской империи село Союгбулаг (Союхъ-Булагъ) находилось в составе Зангезурского уезда Елизаветпольской губернии. По данным «Кавказского календаря» на 1912 год в селе проживало 156 человек.
Согласно данным издания «Административное деление АССР», подготовленного в 1933 году Управлением народно-хозяйственного учёта АССР (АзНХУ), по состоянию на 1 января 1933 года в селе Союкбулаг Чирахского сельсовета Кельбаджарского района Азербайджанской ССР проживало 175 человек (42 хозяйства, 99 мужчин и 76 женщин). Национальный состав всего Чирахского сельсовета, включавшего также сёла Алхаслы, Чирах, Мамедшафи, Шортан, Зивар, на 50 % состоял из тюрков (азербайджанцев) и на 44,4 % из курдов.
После Карабахской войны, село с  апреля 1993 года по ноябрь 2020 находилось под контролем непризнанной Нагорно-Карабахской Республики, согласно её административно-территориальному делению входило в Шаумяновский район НКР и именовалось Цртнот (арм. Ցրտնոտ). 25 ноября 2020 года на основании трёхстороннего соглашения между Азербайджаном, Арменией и Россией от 10 ноября 2020 года Кельбаджарский район возвращён под контроль Азербайджана.